# Stazione di Villalvernia
La stazione di Villalvernia era una stazione ferroviaria posta sulla linea Tortona-Arquata Scrivia. Serviva il centro abitato di Villalvernia.

## Storia
La stazione di Villalvernia entrò in servizio il 1º ottobre 1916, con l'attivazione della linea "direttissima" da Tortona ad Arquata Scrivia.
A far data dal 27 novembre 2017 è stata soppressa come località di servizio e cancellata dal fascicolo di linea.
È nella lista delle stazioni impresenziate che vengono concesse in comodato d'uso gratuito a comuni o associazioni per il riutilizzo.